# Поиск (фильм, 1948)
«Поиск» (англ. The Search) — кинофильм режиссёра Фреда Циннемана, вышедший на экраны в 1948 году.

## Сюжет
Действие происходит в разрушенной Германии вскоре после окончания Второй мировой войны. Семья Малик из Чехословакии в своё время была депортирована: отец и старшая дочь погибли, а мать Ханна с младшим сыном Карелом были сосланы в Освенцим, где их затем разлучили. Разлука так сильно ударила по психике Карела, что постепенно он забыл всё о своей прошлой жизни вплоть до личности. После войны он в числе множества беспризорных детей, разлучённых с родителями, проходит через руки Администрации помощи и восстановления ООН (ЮНРРА). Работники этой организации выясняют происхождение и судьбу этих детей, чтобы по возможности вернуть их в семьи. Однако Карел на все вопросы отвечает лишь немецкое Ich weiß nicht («Я не знаю»), из-за чего его не могут никак идентифицировать. Во время отправки в приют он и другие дети отказываются сесть в кареты скорой помощи (у ЮННРА просто нет в доступе свободных грузовиков): они все помнят, что в таких каретах немцы травили людей газами. Когда же их уговаривают сесть, то в пути дети, учуяв выхлопные газы, ошибочно думают, что их хотят отравить, и сбегают. Карел и ещё один мальчик-француз пытаются спастись от сопровождающих солдат вплавь по реке: француз, не справившись с течением, погибает, а Карел прячется в камышах. Находят только его шапочку, из-за чего Карела признают тоже погибшим. В конце концов, скитания приводят его в дом американского военного инженера Стива, который начинает понемногу «приручать» мальчика. Тем временем Ханна Малик, мать ребёнка, уцелевшая в концлагере, проводит свой поиск...

## В ролях
- Монтгомери Клифт — Ральф «Стив» Стивенсон
- Алин Макмагон — миссис Мюррей
- Ярмила Новотна — Ханна Малик
- Уэнделл Кори — Джерри Фишер
- Иван Яндл — Карел Малик («Джим»)
- Мэри Паттон — миссис Фишер
- Юарт Моррисон — мистер Крукс

## Награды и номинации
- 1948 — участие в конкурсе Венецианского кинофестиваля.
- 1948 — попадание в десятку лучших фильмов по версии Национального совета кинокритиков США.
- 1949 — премия «Оскар» за лучший литературный первоисточник (Рихард Швейцер, Давид Векслер) и специальный приз Juvenile Award (Иван Яндл), а также 3 номинации: лучший режиссёр (Фред Циннеман), лучший сценарий (Рихард Швейцер, Давид Векслер), лучшая мужская роль (Монтгомери Клифт).
- 1949 — три премии «Золотой глобус»: лучший сценарий (Рихард Швейцер), лучший фильм, пропагандирующий взаимопонимание между народами, специальный молодёжный приз (Иван Яндл).
- 1949 — номинация на премию Гильдии режиссёров Америки за лучшую режиссуру — Художественный фильм (Фред Циннеман).
- 1950 — приз ООН в рамках премии BAFTA.